# كيث إدواردز
كيث إدواردز (بالإنجليزية: Keith Edwards)‏ (16 يوليو 1957 في المملكة المتحدة - ) هو لاعب كرة قدم بريطاني في مركز الهجوم. لعب مع ستوكبورت كونتي وشيفيلد يونايتد وليدز يونايتد ونادي أبردين ونادي بليموث أرجايل وهال سيتي وهدرسفيلد تاون ووولفرهامبتون واندررز.

## وصلات خارجية
- كيث إدواردز على موقع قاعدة بيانات كرة القدم.إي يو (الإنجليزية)
- كيث إدواردز على موقع عالم كرة القدم.نت (الإنجليزية)